# Населення Шрі-Ланки
Населення Шрі-Ланки. Чисельність населення країни 2015 року становила 22,053 млн осіб (57-ме місце у світі). Чисельність ланкійців стабільно збільшується, народжуваність 2015 року становила 15,85 ‰ (124-те місце у світі), смертність — 6,11 ‰ (159-те місце у світі), природний приріст — 0,84 % (131-ше місце у світі) . 

## Природний рух

### Відтворення
Народжуваність у Шрі-Ланці, станом на 2015 рік, дорівнює 15,85 ‰ (124-те місце у світі). Коефіцієнт потенційної народжуваності 2015 року становив 2,1 дитини на одну жінку (106-те місце у світі). Рівень застосування контрацепції 68,4 % (станом на 2007 рік). Середній вік матері при народженні першої дитини становив 25,4 року, медіанний вік для жінок — 30—34 року (оцінка на 2007 рік).
Смертність у Шрі-Ланці 2015 року становила 6,11 ‰ (159-те місце у світі).
Природний приріст населення в країні 2015 року становив 0,84 % (131-ше місце у світі).

### Вікова структура

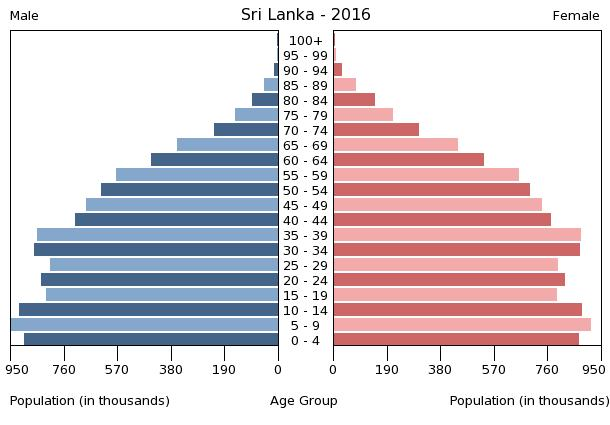
Віково-статева піраміда населення Шрі-Ланки, 2015 рік

Середній вік населення Шрі-Ланки становить 32,5 року (94-те місце у світі): для чоловіків — 31,2, для жінок — 33,7 року. Очікувана середня тривалість життя 2015 року становила 76,56 року (84-те місце у світі), для чоловіків — 73,06 року, для жінок — 80,19 року.
Вікова структура населення Шрі-Ланки, станом на 2015 рік, мала такий вигляд:
- діти віком до 14 років — 24,58 % (2 764 848 чоловіків, 2 655 218 жінок);
- молодь віком 15—24 роки — 14,77 % (1 652 884 чоловіки, 1 604 089 жінок);
- дорослі віком 25—54 роки — 41,9 % (4 523 146 чоловіків, 4 718 156 жінок);
- особи передпохилого віку (55—64 роки) — 9,72 % (992 750 чоловіків, 1 149 828 жінок);
- особи похилого віку (65 років і старіші) — 9,04 % (847 805 чоловіків, 1 144 764 жінки)[1].

### Шлюбність— розлучуваність
Коефіцієнт шлюбності, тобто кількість шлюбів на 1 тис. осіб за календарний рік, — дані відсутні; коефіцієнт розлучуваності — 0,1; індекс розлучуваності, тобто відношення шлюбів до розлучень за календарний рік — дані відсутні.

## Розселення
Густота населення країни 2015 року становила 330,3 особи/км² (42-ге місце у світі).

### Урбанізація
Шрі-Ланка низькоурбанізована країна. Рівень урбанізованості становить 18,4 % населення країни (станом на 2015 рік), темпи зростання частки міського населення — 0,72 % (оцінка тренду за 2010—2015 роки).
Головні міста держави: Коломбо (столиця) — 707,0 тис. осіб, Шрі-Джаяварденепура-Котте — 128,0 тис. осіб (дані за 2014 рік).

### Міграції
Річний рівень еміграції 2015 року становив 1,35 ‰ (154-те місце у світі). Цей показник не враховує різниці між законними і незаконними мігрантами, між біженцями, трудовими мігрантами та іншими.

#### Біженці й вимушені переселенці
Станом на 2016 рік, у країні налічується 44,9 тис. внутрішньо переміщених осіб через громадянську війну, що офіційно завершилась 2008 року. За офіційнии даними, більш як 480 млн біженців від тамільського терору повернулись до власних осель.
Шрі-Ланка є членом Міжнародної організації з міграції (IOM).

## Расово-етнічний склад
| Етнічний склад (2012 рік) | Етнічний склад (2012 рік) | Етнічний склад (2012 рік) | Етнічний склад (2012 рік) | Етнічний склад (2012 рік) |
| ------------------------- | ------------------------- | ------------------------- | ------------------------- | ------------------------- |
| Етнос:                    |                           |                           | Відсоток:                 |                           |
| сингальці                 | сингальці                 |                           | 74.9%                     | 74.9%                     |
| таміли                    | таміли                    |                           | 15.5%                     | 15.5%                     |
| ланкійські маври          | ланкійські маври          |                           | 9.2%                      | 9.2%                      |
| інші                      | інші                      |                           | 0.5%                      | 0.5%                      |

Головні етноси країни: сингальці — 74,9 %, цейлонські таміли — 11,2 %, ланкійські маври — 9,2 %, материкові таміли — 4,2 %, інші — 0,5 % населення (оціночні дані за 2012 рік).

## Мови
| Мови Шрі-Ланки (2015 рік) | Мови Шрі-Ланки (2015 рік) | Мови Шрі-Ланки (2015 рік) | Мови Шрі-Ланки (2015 рік) | Мови Шрі-Ланки (2015 рік) |
| ------------------------- | ------------------------- | ------------------------- | ------------------------- | ------------------------- |
| Мова:                     |                           |                           | Відсоток:                 |                           |
| сингальська               | сингальська               |                           | 74%                       | 74%                       |
| тамільська                | тамільська                |                           | 18%                       | 18%                       |
| англійська                | англійська                |                           | 10%                       | 10%                       |
| інші                      | інші                      |                           | 8%                        | 8%                        |

Офіційні мови: сингальська — розмовляє 74 % населення країни, тамільська — 18 %. Інші поширені мови: англійська — 10 % (використовується держустановами, бізнесом), інші мови — 8 %.

## Релігії
| Релігії в Шрі-Ланці (2012 рік) | Релігії в Шрі-Ланці (2012 рік) | Релігії в Шрі-Ланці (2012 рік) | Релігії в Шрі-Ланці (2012 рік) | Релігії в Шрі-Ланці (2012 рік) |
| ------------------------------ | ------------------------------ | ------------------------------ | ------------------------------ | ------------------------------ |
| Віросповідання:                |                                |                                | Відсоток:                      |                                |
| буддисти                       | буддисти                       |                                | 70.2%                          | 70.2%                          |
| індуїсти                       | індуїсти                       |                                | 12.6%                          | 12.6%                          |
| мусульмани                     | мусульмани                     |                                | 9.7%                           | 9.7%                           |
| католики                       | католики                       |                                | 6.1%                           | 6.1%                           |
| християни                      | християни                      |                                | 1.3%                           | 1.3%                           |
| інші                           | інші                           |                                | 0.05%                          | 0.05%                          |

Головні релігії й вірування, які сповідує, і конфесії та церковні організації, до яких відносить себе населення країни: буддизм (державна релігія) — 70,2 %, індуїзм — 12,6 %, іслам — 9,7 %, римо-католицтво — 6,1 %, інші течії християнства — 1,3 %, інші — 0,05 % (станом на 2012 рік).

## Освіта
Рівень письменності 2015 року становив 92,6 % дорослого населення (віком від 15 років): 93,6 % — серед чоловіків, 91,7 % — серед жінок.
Державні витрати на освіту становлять 1,6 % ВВП країни, станом на 2013 рік (168-ме місце у світі). Середня тривалість освіти становить 14 років, для хлопців — до 14 років, для дівчат — до 14 років (станом на 2013 рік).

## Охорона здоров'я
Забезпеченість лікарями в країні на рівні 0,68 лікаря на 1000 мешканців (станом на 2010 рік). Забезпеченість лікарняними ліжками в стаціонарах — 3,6 ліжка на 1000 мешканців (станом на 2012 рік). Загальні витрати на охорону здоров'я 2014 року становили 3,5 % ВВП країни (177-ме місце у світі).
Смертність немовлят до 1 року, станом на 2015 рік, становила 8,8 ‰ (146-те місце у світі); хлопчиків — 9,75 ‰, дівчаток — 7,82 ‰. Рівень материнської смертності 2015 року становив 30 випадків на 100 тис. народжень (118-те місце у світі).
Шрі-Ланка входить до складу ряду міжнародних організацій: Міжнародного руху (ICRM) і Міжнародної федерації товариств Червоного Хреста і Червоного Півмісяця (IFRCS), Дитячого фонду ООН (UNISEF), Всесвітньої організації охорони здоров'я (WHO).

### Захворювання
Потенційний рівень зараження інфекційними хворобами в країні високий. Найпоширеніші інфекційні захворювання: діарея, гепатит А, гарячка денге, лептоспіроз, сказ (станом на 2016 рік).
2014 року зареєстровано 3,3 тис. хворих на СНІД (113-те місце у світі), це 0,03 % населення в репродуктивному віці 15—49 років (127-ме місце у світі). Смертність 2014 року від цієї хвороби становила приблизно 100 осіб (127-ме місце у світі).
Частка дорослого населення з високим індексом маси тіла 2014 року становила 6,8 % (155-те місце у світі); частка дітей віком до 5 років зі зниженою масою тіла становила 26,3 % (оцінка на 2012 рік). Ця статистика показує як власне стан харчування, так і наявну/гіпотетичну поширеність різних захворювань.

### Санітарія
Доступ до облаштованих джерел питної води 2015 року мало 98,5 % населення в містах і 95 % в сільській місцевості; загалом 95,6 % населення країни. Відсоток забезпеченості населення доступом до облаштованого водовідведення (каналізація, септик): в містах — 88,1 %, в сільській місцевості — 96,7 %, загалом по країні — 95,1 % (станом на 2015 рік). Споживання прісної води, станом на 2005 рік, дорівнює 12,95 км³ на рік, або 638,8 тонни на одного мешканця на рік: з яких 6 % припадає на побутові, 6 % — на промислові, 87 % — на сільськогосподарські потреби.

## Соціально-економічне становище
Співвідношення осіб, що в економічному плані залежать від інших, до осіб працездатного віку (15—64 роки) загалом становить 51,2 % (станом на 2015 рік): частка дітей — 37,2 %; частка осіб похилого віку — 14,1 %, або 7,1 потенційно працездатного на 1 пенсіонера. Загалом ці показники характеризують рівень потреби державної допомоги в секторах освіти, охорони здоров'я і пенсійного забезпечення, відповідно. За межею бідності 2010 року перебувало 8,9 % населення країни. Розподіл доходів домогосподарств у країні має такий вигляд: нижній дециль — 1,6 %, верхній дециль — 39,5 % (станом на 2009 рік).
Станом на 2012 рік, у країні 1,33 тис. осіб не має доступу до електромереж; 94 % населення має доступ, в містах цей показник дорівнює 99 %, у сільській місцевості — 93 %. Рівень проникнення інтернет-технологій низький. Станом на липень 2015 року в країні налічувалось 6,614 млн унікальних інтернет-користувачів (74-те місце у світі), що становило 30 % загальної кількості населення країни.

### Трудові ресурси
Загальні трудові ресурси 2015 року становили 8,928 млн осіб (56-те місце у світі). Зайнятість економічно активного населення у господарстві країни розподіляється таким чином: аграрне, лісове і рибне господарства — 28,4 %; промисловість і будівництво — 25,7 %; сфера послуг — 45,9 % (станом на літо 2015 року). Безробіття 2015 року дорівнювало 4,2 % працездатного населення, 2014 року — 4,3 % (40-ве місце у світі); серед молоді у віці 15—24 років ця частка становила 20,1 %, серед юнаків — 15 %, серед дівчат — 27,8 % (69-те місце у світі).

## Кримінал

### Торгівля людьми
Згідно зі щорічною доповіддю про торгівлю людьми (англ. Trafficking in Persons Report) Управління з моніторингу та боротьби з торгівлею людьми Державного департаменту США, уряд Шрі-Ланки докладає значних зусиль у боротьбі з явищем примусової праці, сексуальної експлуатації, незаконною торгівлею внутрішніми органами, але не повною мірою, країна перебуває у списку спостереження другого рівня.

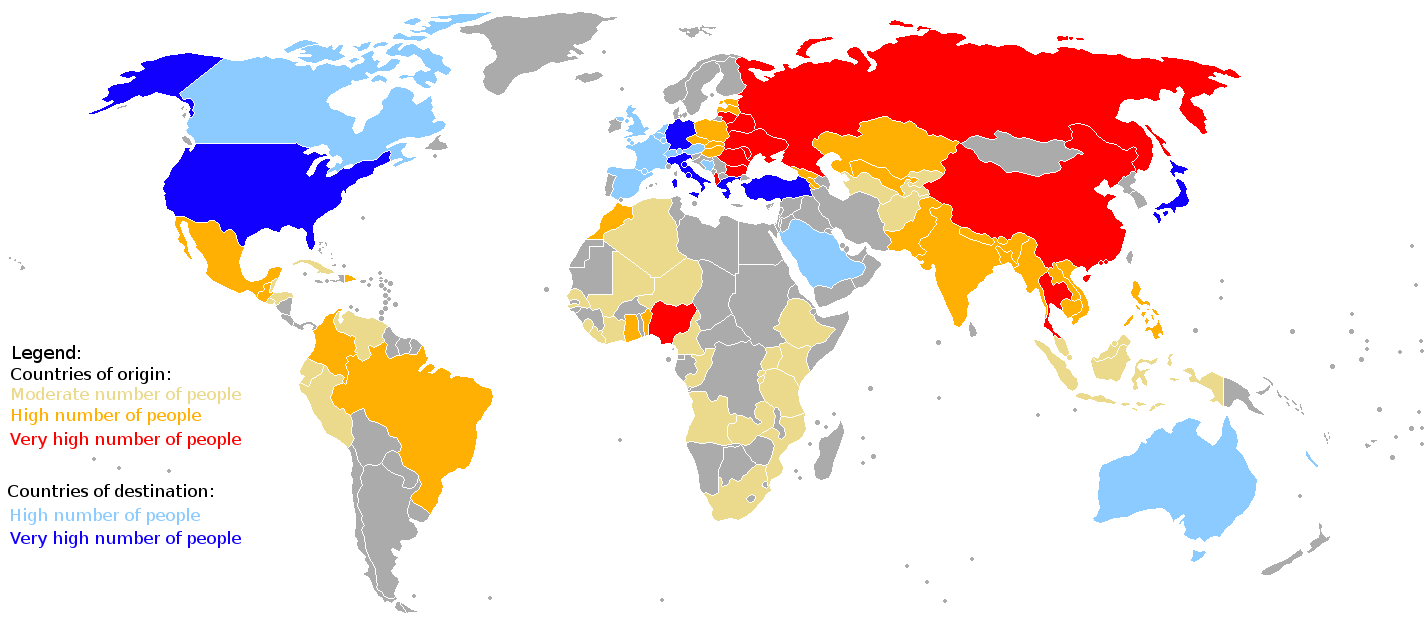
Країни-донори (червоний) і країни-реципієнти кримінальних потоків  (англ.)
Глобальна боротьба з торгівлею людьми (англ.)

## Гендерний стан
Статеве співвідношення (оцінка 2015 року):
- при народженні — 1,04 особи чоловічої статі на 1 особу жіночої;
- у віці до 14 років — 1,04 особи чоловічої статі на 1 особу жіночої;
- у віці 15—24 років — 1,03 особи чоловічої статі на 1 особу жіночої;
- у віці 25—54 років — 0,96 особи чоловічої статі на 1 особу жіночої;
- у віці 55—64 років — 0,86 особи чоловічої статі на 1 особу жіночої;
- у віці за 64 роки — 0,74 особи чоловічої статі на 1 особу жіночої;
- загалом — 0,96 особи чоловічої статі на 1 особу жіночої[1].

## Демографічні дослідження
Демографічні дослідження у країні ведуться рядом державних і наукових установ:

### Українською
- Атлас. 10—11 клас. Економічна і соціальна географія світу / упорядники :  О. Я. Скуратович, Н. І. Чанцева. — К. : ДНВП «Картографія», 2010. — ISBN 978-966-475-639-3.
- Атлас світу / голов. ред. І. С. Руденко ; зав. ред. В. В. Радченко ; відп. ред. О. В. Вакуленко. — К. : ДНВП «Картографія», 2005. — 336 с. — ISBN 9666315467.
- Безуглий В. В. Економічна і соціальна географія зарубіжних країн : Навчальний посібник. — К. : ВЦ «Академія», 2007. — 704 с. — ISBN 978-966-580-239-6.
- Безуглий В. В., Козинець С. В. Регіональна економічна і соціальна географія світу : Навчальний посібник. — видання 2-ге, доп., перероб. — К. : ВЦ «Академія», 2007. — 688 с. — ISBN 966-580-144-9.
- Головченко В. І., Кравчук О. Країнознавство: Азія, Африка, Латинська Америка, Австралія і Океанія. — К., 2006. — 335 с. — ISBN 966-8939-04-2.
- Гудзеляк І. І. Географія населення: Навчальний посібник / І. Гудзеляк. — Л. : Видавничий центр ЛНУ імені Івана Франка, 2008. — 232 с. — ISBN 978-966-613-599-8.
- Дахно І. І. Країни світу: Енциклопедичний довідник / І. І. Дахно, С. М. Тимофієв. — К. : Мапа, 2011. — 606 с. — (Бібліотека нового українця) — ISBN 978-966-8804-23-6.
- Дахно І. І. Економічна географія зарубіжних країн : навчальний посібник. — К. : Центр учбової літератури, 2014. — 319 с. — ISBN 978-611-01-0682-5.
- Джаман В. О. Регіональні системи розселення: демографічні аспекти. — Чернівці : Рута, 2003. — 392 с. — ISBN 9665685988.
- Дорошенко Л. С. Демографія: Навчальний посібник. — К. : МАУП, 2005. — 112 с. — ISBN 966-608-442-2.
- Дубович І. А. Країнознавчий словник-довідник. — 5-те вид., перероб. і доп. — К. : Знання, 2008. — 839 с. — ISBN 978-966-346-330-8.
- Економічна і соціальна географія країн світу. Навчальний посібник / За ред. Кузика С. П. — Л. : Світ, 2002. — 672 с. — ISBN 966-603-178-7.
- Загальна медична географія світу / В. О. Шевченко [та ін.] — К. : [б.в.], 1998. — 178 с.
- Крисаченко В. С. Динаміка населення: Популяційні, етнічні та глобальні виміри. — К. : Видавництво Національного інституту стратегічних досліджень, 2005. — 368 с. — ISBN 966-554-083-1.
- Любіцева О. О., Мезенцев К. В., Павлов С. В. Географія релігій. — К. : АртЕК, 1999. — 504 с. — ISBN 966-505-006-0.
- Масляк П. О. Країнознавство. — К. : Знання, 2007. — 292 с. — (Вища освіта XXI століття)
- Масляк П. О., Дахно І. І. Економічна і соціальна географія світу / П. О. Масляк, І. І. Дахно ; за ред. П. О. Масляка. — К. : Вежа, 2003. — 280 с. — ISBN 966-7091-53-8.

### Російською
- (рос.) Шри Ланка // Демографический энциклопедический словарь / главн. ред. Валентей Д. И. — М. : Советская энциклопедия, 1985. — 608 с.
- (рос.) Шри Ланка // Страны и народы. Зарубежная Азия. Южная Азия / Редкол. : отв. ред. Ю. В. Ганковский, П. В. Куцобин, Г. В. Сдасюк. — М. : «Мысль», 1982. — 253 с. — (Страны и народы) — 180 тис. прим.
- (рос.) Атлас народов мира / Отв. ред. С. И. Брук и В. С. Апенченко. — М. : ГУГК ГГК СССР и Институт этнографии им. Н. Н. Миклухо-Маклая АН СССР, 1964. — 185 с. — 20 тис. прим.
- (рос.) Численность и расселение народов мира. Этнографические очерки / под ред. С. И. Брука. — М. : Издательство АН СССР, 1962. — 487 с.
- (рос.) Лаппо Г. М. География городов: Учебное пособие для географических факультетов вузов. — М. : Туманит, изд. центр ВЛАДОС, 1997. — 476 с. — ISBN 5-691-00047-0.
- (рос.) Ягельский А. География населения. — М. : Прогресс, 1980. — 383 с.